# Eleccions a les Juntes Generals del País Basc de 2003
Les eleccions a les Juntes Generals del País Basc de 2003 es van celebrar el 25 de maig de 2003, escollint als membres de les Juntes Generals d'Àlaba, de Guipúscoa i de Biscaia.
Al llarg de la mateixa jornada, es van celebrar també eleccions a la majoria dels Parlaments Autonòmics d'Espanya (amb excepció dels parlaments d'Euskadi, Galícia, Catalunya i Andalusia); als Cabildos Insulars canaris; als Consells Insulars de Balears; al Consell General d'Aran; i als concejos de Navarra; així com les eleccions municipals.

## Candidats
En la següent taula es mostren els candidats a les Juntes Generals del País Basc, per part de les formacions polítiques que comptaven amb representació abans de les eleccions:
| Lurralde i Diputat General en l'anterior legislatura | Candidats | Observacions |
| ---------------------------------------------------- | --- | --- |
| Àlaba Ramón Rabanera (PP)                            | - EAJ-PNV/EA: Alvaro Iturritxa - PP: Ramón Rabanera - PSE-EE: Javier Rojo - EB: José Miguel Fernández López de Uralde - UA: Ernesto Ladrón de Guevara | - El Partit Nacionalista Basc i Eusko Alkartasuna es presenten per segona vegada consecutiva en la candidatura conjunta EAJ-PNV/EA. - Euskal Herritarrok no pogué participar per haver estat il·legalitzat en aplicació de la Llei de Partits espanyola. Autodeterminaziorako Bilgunea patí la mateixa sort. |
| Guipúscoa Román Sudupe (EAJ-PNV)                     | - EAJ-PNV/EA: Joxe Joan González de Txabarri - PSE-EE: Miguel Buen Lacambra - PP: Regina Otaola Muguerza                                              | - El Partit Nacionalista Basc i Eusko Alkartasuna es presenten per segona vegada consecutiva en la candidatura conjunta EAJ-PNV/EA. Excepcionalment el PNB es presenta en solitari en la circumscripció de Bidasoa-Oiartzun mentre que EA no presenta candidatura alternativa. - Euskal Herritarrok no pogué participar per haver estat il·legalitzat en aplicació de la Llei de Partits espanyola. Autodeterminaziorako Bilgunea patí la mateixa sort.  |
| Biscaia Josu Bergara Etxebarria (EAJ-PNV)            | - EAJ-PNV/EA: José Luis Bilbao Eguren - PSE-EE: José Antonio Pastor Garrido - PP: Carlos Olazabal Estecha - EB-B: José Ferrera Acuña                  | - El Partit Nacionalista Basc i Eusko Alkartasuna es presenten per segona vegada consecutiva en la candidatura conjunta EAJ-PNV/EA. Excepcionalment el PNB es presenta en solitari en la circumscripció de Durango-Atarrabia mentre que EA no presenta candidatura alternativa. - Euskal Herritarrok no pogué participar per haver estat il·legalitzat en aplicació de la Llei de Partits espanyola. Autodeterminaziorako Bilgunea patí la mateixa sort. |

## Resultats electorals
Per optar al repartiment d'escons en una circumscripció, la candidatura ha d'obtenir almenys el 3% dels vots vàlids emesos en aquesta circumscripció.
El Diputat General és elegit pels membres de les Juntes Generals un cop constituïdes (entre l'1 i el 25 de juny).
| ← Eleccions a les Juntes Generals del País Basc de 2003 →                                            | |            |         |        |        |     |
| Lurralde                                                                                             | Diputat general i govern | Partit     | Vots    | %      | Escons | +/- |
| Àlaba 51 procuradors - Aiara: 6 - Vitoria/Gazteiz: 39 - Zuia, Agurain, Añana, Kampezu i Laguardia: 6 | - Diputat general: Ramón Rabanera (PP) - Govern: PP (en minoria) - Cens: 243.745 - Abstenció: 66.062 (27,1%) - Nuls: 11.451 (6,44%) - En blanc: 2.238 (1,26%)                      | EAJ-PNV/EA | 59.068  | 36,02% | 19a    | 3   |
| Àlaba 51 procuradors - Aiara: 6 - Vitoria/Gazteiz: 39 - Zuia, Agurain, Añana, Kampezu i Laguardia: 6 | - Diputat general: Ramón Rabanera (PP) - Govern: PP (en minoria) - Cens: 243.745 - Abstenció: 66.062 (27,1%) - Nuls: 11.451 (6,44%) - En blanc: 2.238 (1,26%)                      | PP         | 47.346  | 28,87% | 16     | =   |
| Àlaba 51 procuradors - Aiara: 6 - Vitoria/Gazteiz: 39 - Zuia, Agurain, Añana, Kampezu i Laguardia: 6 | - Diputat general: Ramón Rabanera (PP) - Govern: PP (en minoria) - Cens: 243.745 - Abstenció: 66.062 (27,1%) - Nuls: 11.451 (6,44%) - En blanc: 2.238 (1,26%)                      | PSE-EE     | 35.733  | 21,79% | 12     | 3   |
| Àlaba 51 procuradors - Aiara: 6 - Vitoria/Gazteiz: 39 - Zuia, Agurain, Añana, Kampezu i Laguardia: 6 | - Diputat general: Ramón Rabanera (PP) - Govern: PP (en minoria) - Cens: 243.745 - Abstenció: 66.062 (27,1%) - Nuls: 11.451 (6,44%) - En blanc: 2.238 (1,26%)                      | EB-B       | 11.886  | 7,25%  | 3      | 1   |
| Àlaba 51 procuradors - Aiara: 6 - Vitoria/Gazteiz: 39 - Zuia, Agurain, Añana, Kampezu i Laguardia: 6 | - Diputat general: Ramón Rabanera (PP) - Govern: PP (en minoria) - Cens: 243.745 - Abstenció: 66.062 (27,1%) - Nuls: 11.451 (6,44%) - En blanc: 2.238 (1,26%)                      | UA         | 6.373   | 3,89%  | 1      | 1   |
| Àlaba 51 procuradors - Aiara: 6 - Vitoria/Gazteiz: 39 - Zuia, Agurain, Añana, Kampezu i Laguardia: 6 | - Diputat general: Ramón Rabanera (PP) - Govern: PP (en minoria) - Cens: 243.745 - Abstenció: 66.062 (27,1%) - Nuls: 11.451 (6,44%) - En blanc: 2.238 (1,26%)                      | Aralar     | 3.588   | 2,73%  | 0      | =   |
| Àlaba 51 procuradors - Aiara: 6 - Vitoria/Gazteiz: 39 - Zuia, Agurain, Añana, Kampezu i Laguardia: 6 | - Diputat general: Ramón Rabanera (PP) - Govern: PP (en minoria) - Cens: 243.745 - Abstenció: 66.062 (27,1%) - Nuls: 11.451 (6,44%) - En blanc: 2.238 (1,26%)                      | EH         | ---     | ---    | ---    | 6   |
| Guipúscoa 51 junteros - Bidasoa-Oiartzun: 11 - Deba-Urola: 14 - Donostialdea: 17 - Oria: 9           | - Diputat general: Joxe Joan González de Txabarri (EAJ-PNV) - Govern: EAJ-PNV i EA - Cens: 581.639 - Abstenció: 184.109 (31,65%) - Nuls: 63.938 (16,08%) - En blanc: 5.052 (1,27%) | EAJ-PNV/EA | 156.298 | 47,57% | 27b    | 8   |
| Guipúscoa 51 junteros - Bidasoa-Oiartzun: 11 - Deba-Urola: 14 - Donostialdea: 17 - Oria: 9           | - Diputat general: Joxe Joan González de Txabarri (EAJ-PNV) - Govern: EAJ-PNV i EA - Cens: 581.639 - Abstenció: 184.109 (31,65%) - Nuls: 63.938 (16,08%) - En blanc: 5.052 (1,27%) | PSE-EE     | 78.741  | 23,97% | 12     | 2   |
| Guipúscoa 51 junteros - Bidasoa-Oiartzun: 11 - Deba-Urola: 14 - Donostialdea: 17 - Oria: 9           | - Diputat general: Joxe Joan González de Txabarri (EAJ-PNV) - Govern: EAJ-PNV i EA - Cens: 581.639 - Abstenció: 184.109 (31,65%) - Nuls: 63.938 (16,08%) - En blanc: 5.052 (1,27%) | PP         | 50.420  | 15,35% | 8      | =   |
| Guipúscoa 51 junteros - Bidasoa-Oiartzun: 11 - Deba-Urola: 14 - Donostialdea: 17 - Oria: 9           | - Diputat general: Joxe Joan González de Txabarri (EAJ-PNV) - Govern: EAJ-PNV i EA - Cens: 581.639 - Abstenció: 184.109 (31,65%) - Nuls: 63.938 (16,08%) - En blanc: 5.052 (1,27%) | EB-B       | 23.287  | 7,09%  | 3      | 3   |
| Guipúscoa 51 junteros - Bidasoa-Oiartzun: 11 - Deba-Urola: 14 - Donostialdea: 17 - Oria: 9           | - Diputat general: Joxe Joan González de Txabarri (EAJ-PNV) - Govern: EAJ-PNV i EA - Cens: 581.639 - Abstenció: 184.109 (31,65%) - Nuls: 63.938 (16,08%) - En blanc: 5.052 (1,27%) | Aralar     | 18.620  | 5,67%  | 1      | 1   |
| Guipúscoa 51 junteros - Bidasoa-Oiartzun: 11 - Deba-Urola: 14 - Donostialdea: 17 - Oria: 9           | - Diputat general: Joxe Joan González de Txabarri (EAJ-PNV) - Govern: EAJ-PNV i EA - Cens: 581.639 - Abstenció: 184.109 (31,65%) - Nuls: 63.938 (16,08%) - En blanc: 5.052 (1,27%) | Altres     | 1.176   | 0,36%  | ---    | --- |
| Guipúscoa 51 junteros - Bidasoa-Oiartzun: 11 - Deba-Urola: 14 - Donostialdea: 17 - Oria: 9           | - Diputat general: Joxe Joan González de Txabarri (EAJ-PNV) - Govern: EAJ-PNV i EA - Cens: 581.639 - Abstenció: 184.109 (31,65%) - Nuls: 63.938 (16,08%) - En blanc: 5.052 (1,27%) | EH         | ---     | ---    | ---    | 14  |
| Biscaia 51 apoderats - Bilbao: 16 - Busturia-Uribe: 12 - Durango-Arratia: 9 - Encartaciones: 14      | - Diputat general: José Luis Bilbao Eguren (EAJ-PNV) - Govern: EAJ-PNV i EA - Cens: 975.907 - Abstenció: 299.990 (30,74%) - Nuls: 56.204 (8,32%) - En blanc: 9.261 (1,37%)         | EAJ-PNV/EA | 297.279 | 47,82% | 27c    | 6   |
| Biscaia 51 apoderats - Bilbao: 16 - Busturia-Uribe: 12 - Durango-Arratia: 9 - Encartaciones: 14      | - Diputat general: José Luis Bilbao Eguren (EAJ-PNV) - Govern: EAJ-PNV i EA - Cens: 975.907 - Abstenció: 299.990 (30,74%) - Nuls: 56.204 (8,32%) - En blanc: 9.261 (1,37%)         | PSE-EE     | 129.381 | 20,81% | 11     | 1   |
| Biscaia 51 apoderats - Bilbao: 16 - Busturia-Uribe: 12 - Durango-Arratia: 9 - Encartaciones: 14      | - Diputat general: José Luis Bilbao Eguren (EAJ-PNV) - Govern: EAJ-PNV i EA - Cens: 975.907 - Abstenció: 299.990 (30,74%) - Nuls: 56.204 (8,32%) - En blanc: 9.261 (1,37%)         | PP         | 123.814 | 19,92% | 10     | =   |
| Biscaia 51 apoderats - Bilbao: 16 - Busturia-Uribe: 12 - Durango-Arratia: 9 - Encartaciones: 14      | - Diputat general: José Luis Bilbao Eguren (EAJ-PNV) - Govern: EAJ-PNV i EA - Cens: 975.907 - Abstenció: 299.990 (30,74%) - Nuls: 56.204 (8,32%) - En blanc: 9.261 (1,37%)         | EB-B       | 56.093  | 9,02%  | 3      | 2   |
| Biscaia 51 apoderats - Bilbao: 16 - Busturia-Uribe: 12 - Durango-Arratia: 9 - Encartaciones: 14      | - Diputat general: José Luis Bilbao Eguren (EAJ-PNV) - Govern: EAJ-PNV i EA - Cens: 975.907 - Abstenció: 299.990 (30,74%) - Nuls: 56.204 (8,32%) - En blanc: 9.261 (1,37%)         | Aralar     | 13.883  | 2,23%  | 0      | =   |
| Biscaia 51 apoderats - Bilbao: 16 - Busturia-Uribe: 12 - Durango-Arratia: 9 - Encartaciones: 14      | - Diputat general: José Luis Bilbao Eguren (EAJ-PNV) - Govern: EAJ-PNV i EA - Cens: 975.907 - Abstenció: 299.990 (30,74%) - Nuls: 56.204 (8,32%) - En blanc: 9.261 (1,37%)         | Altres     | 1.243   | 0,20%  | ---    | --- |
| Biscaia 51 apoderats - Bilbao: 16 - Busturia-Uribe: 12 - Durango-Arratia: 9 - Encartaciones: 14      | - Diputat general: José Luis Bilbao Eguren (EAJ-PNV) - Govern: EAJ-PNV i EA - Cens: 975.907 - Abstenció: 299.990 (30,74%) - Nuls: 56.204 (8,32%) - En blanc: 9.261 (1,37%)         | EH         | ---     | ---    | ---    | 9   |

a Dels quals, 14 per al PNB i 5 per a EA.

b Dels quals, 17 per al PNB i 10 per a EA.

c Dels quals, 22 per al PNB i 5 per a EA.

## Resultats electorals per circumscripcions

### Àlaba
| ← Eleccions a les Juntes Generals d'Àlaba de 2003 →     | |            |        |        |             |     |
| Quadrilla                                               | Cens | Partit     | Vots   | %      | Procuradors | +/- |
| Aiara 6 procuradors                                     | - Cens: 28.451 - Votants: 21.258 (74,72%) - Abstenció: 7.193 (25,28%) - Nuls: 2.507 (11,79%) - Vàlids: 18.751 - Blancs: 219 (1,03%) - A candidatures: 18.532   | EAJ-PNV/EA | 10.550 | 56,93% | 4a          | 1   |
| Aiara 6 procuradors                                     | - Cens: 28.451 - Votants: 21.258 (74,72%) - Abstenció: 7.193 (25,28%) - Nuls: 2.507 (11,79%) - Vàlids: 18.751 - Blancs: 219 (1,03%) - A candidatures: 18.532   | PP         | 3.444  | 18,58% | 1           | =   |
| Aiara 6 procuradors                                     | - Cens: 28.451 - Votants: 21.258 (74,72%) - Abstenció: 7.193 (25,28%) - Nuls: 2.507 (11,79%) - Vàlids: 18.751 - Blancs: 219 (1,03%) - A candidatures: 18.532   | PSE-EE     | 2.725  | 14,7%  | 1           | =   |
| Aiara 6 procuradors                                     | - Cens: 28.451 - Votants: 21.258 (74,72%) - Abstenció: 7.193 (25,28%) - Nuls: 2.507 (11,79%) - Vàlids: 18.751 - Blancs: 219 (1,03%) - A candidatures: 18.532   | EB-B       | 951    | 5,13%  | 0           | =   |
| Aiara 6 procuradors                                     | - Cens: 28.451 - Votants: 21.258 (74,72%) - Abstenció: 7.193 (25,28%) - Nuls: 2.507 (11,79%) - Vàlids: 18.751 - Blancs: 219 (1,03%) - A candidatures: 18.532   | Aralar     | 548    | 2,96%  | 0           | =   |
| Aiara 6 procuradors                                     | - Cens: 28.451 - Votants: 21.258 (74,72%) - Abstenció: 7.193 (25,28%) - Nuls: 2.507 (11,79%) - Vàlids: 18.751 - Blancs: 219 (1,03%) - A candidatures: 18.532   | UA         | 314    | 1,69%  | 0           | =   |
| Aiara 6 procuradors                                     | - Cens: 28.451 - Votants: 21.258 (74,72%) - Abstenció: 7.193 (25,28%) - Nuls: 2.507 (11,79%) - Vàlids: 18.751 - Blancs: 219 (1,03%) - A candidatures: 18.532   | EH         | ---    | ---    | ---         | 1   |
| Vitoria-Gasteiz 39 procuradors                          | - Cens: 185.543 - Votants: 131.428 (70,83%) - Abstenció: 54.115 (29,17%) - Nuls: 6.570 (5%) - Vàlids: 124.858 - Blancs: 1.702 (1,3%) - A candidatures: 123.156 | PP         | 37.919 | 30,79% | 13          | =   |
| Vitoria-Gasteiz 39 procuradors                          | - Cens: 185.543 - Votants: 131.428 (70,83%) - Abstenció: 54.115 (29,17%) - Nuls: 6.570 (5%) - Vàlids: 124.858 - Blancs: 1.702 (1,3%) - A candidatures: 123.156 | EAJ-PNV/EA | 37.090 | 30,12% | 12b         | 2   |
| Vitoria-Gasteiz 39 procuradors                          | - Cens: 185.543 - Votants: 131.428 (70,83%) - Abstenció: 54.115 (29,17%) - Nuls: 6.570 (5%) - Vàlids: 124.858 - Blancs: 1.702 (1,3%) - A candidatures: 123.156 | PSE-EE     | 29.934 | 24,31% | 10          | 2   |
| Vitoria-Gasteiz 39 procuradors                          | - Cens: 185.543 - Votants: 131.428 (70,83%) - Abstenció: 54.115 (29,17%) - Nuls: 6.570 (5%) - Vàlids: 124.858 - Blancs: 1.702 (1,3%) - A candidatures: 123.156 | EB-B       | 10.003 | 8,12%  | 3           | 1   |
| Vitoria-Gasteiz 39 procuradors                          | - Cens: 185.543 - Votants: 131.428 (70,83%) - Abstenció: 54.115 (29,17%) - Nuls: 6.570 (5%) - Vàlids: 124.858 - Blancs: 1.702 (1,3%) - A candidatures: 123.156 | UA         | 5.791  | 4,7%   | 1           | 1   |
| Vitoria-Gasteiz 39 procuradors                          | - Cens: 185.543 - Votants: 131.428 (70,83%) - Abstenció: 54.115 (29,17%) - Nuls: 6.570 (5%) - Vàlids: 124.858 - Blancs: 1.702 (1,3%) - A candidatures: 123.156 | Aralar     | 2.419  | 1,96%  | 0           | =   |
| Vitoria-Gasteiz 39 procuradors                          | - Cens: 185.543 - Votants: 131.428 (70,83%) - Abstenció: 54.115 (29,17%) - Nuls: 6.570 (5%) - Vàlids: 124.858 - Blancs: 1.702 (1,3%) - A candidatures: 123.156 | EH         | ---    | ---    | ---         | 4   |
| Zuia, Agurain, Añana, Kampezu i Laguardia 6 procuradors | - Cens: 32.706 - Votants: 24.997 (76,43%) - Abstenció: 7.709 (23,57%) - Nuls: 2.374 (9,5%) - Vàlids: 22.623 - Blancs: 317 (1,27%) - A candidatures: 22.306     | EAJ-PNV/EA | 11.428 | 51,23% | 3c          | =   |
| Zuia, Agurain, Añana, Kampezu i Laguardia 6 procuradors | - Cens: 32.706 - Votants: 24.997 (76,43%) - Abstenció: 7.709 (23,57%) - Nuls: 2.374 (9,5%) - Vàlids: 22.623 - Blancs: 317 (1,27%) - A candidatures: 22.306     | PP         | 5.983  | 26,82% | 2           | =   |
| Zuia, Agurain, Añana, Kampezu i Laguardia 6 procuradors | - Cens: 32.706 - Votants: 24.997 (76,43%) - Abstenció: 7.709 (23,57%) - Nuls: 2.374 (9,5%) - Vàlids: 22.623 - Blancs: 317 (1,27%) - A candidatures: 22.306     | PSE-EE     | 3.074  | 13,78% | 1           | 1   |
| Zuia, Agurain, Añana, Kampezu i Laguardia 6 procuradors | - Cens: 32.706 - Votants: 24.997 (76,43%) - Abstenció: 7.709 (23,57%) - Nuls: 2.374 (9,5%) - Vàlids: 22.623 - Blancs: 317 (1,27%) - A candidatures: 22.306     | EB-B       | 932    | 4,18%  | 0           | =   |
| Zuia, Agurain, Añana, Kampezu i Laguardia 6 procuradors | - Cens: 32.706 - Votants: 24.997 (76,43%) - Abstenció: 7.709 (23,57%) - Nuls: 2.374 (9,5%) - Vàlids: 22.623 - Blancs: 317 (1,27%) - A candidatures: 22.306     | Aralar     | 621    | 2,78%  | 0           | =   |
| Zuia, Agurain, Añana, Kampezu i Laguardia 6 procuradors | - Cens: 32.706 - Votants: 24.997 (76,43%) - Abstenció: 7.709 (23,57%) - Nuls: 2.374 (9,5%) - Vàlids: 22.623 - Blancs: 317 (1,27%) - A candidatures: 22.306     | UA         | 268    | 1,2%   | 0           | =   |
| Zuia, Agurain, Añana, Kampezu i Laguardia 6 procuradors | - Cens: 32.706 - Votants: 24.997 (76,43%) - Abstenció: 7.709 (23,57%) - Nuls: 2.374 (9,5%) - Vàlids: 22.623 - Blancs: 317 (1,27%) - A candidatures: 22.306     | EH         | ---    | ---    | ---         | 1   |

a Dels quals, 2 per al PNB i 2 per a EA.

b Dels quals, 10 per al PNB i 2 per a EA.

c Dels quals, 2 per al PNB i 1 per a EA.

### Guipúscoa
| ← Eleccions a les Juntes Generals de Guipúscoa de 2003 → | |             |        |        |          |     |
| Comarques                                                | Cens | Partit      | Vots   | %      | Junteros | +/- |
| Bidasoa-Oiartzun 11 junteros                             | - Cens: 121.958 - Votants: 78.722 (64,55%) - Abstenció: 43.236 (35,45%) - Nuls: 11.296 (14,35%) - Vàlids: 67.426 - Blancs:1.156 (1,47%) - A candidatures: 66.270    | EAJ-PNV     | 26.227 | 39,58% | 5a       | 2   |
| Bidasoa-Oiartzun 11 junteros                             | - Cens: 121.958 - Votants: 78.722 (64,55%) - Abstenció: 43.236 (35,45%) - Nuls: 11.296 (14,35%) - Vàlids: 67.426 - Blancs:1.156 (1,47%) - A candidatures: 66.270    | PSE-EE      | 20.581 | 31,06% | 3        | =   |
| Bidasoa-Oiartzun 11 junteros                             | - Cens: 121.958 - Votants: 78.722 (64,55%) - Abstenció: 43.236 (35,45%) - Nuls: 11.296 (14,35%) - Vàlids: 67.426 - Blancs:1.156 (1,47%) - A candidatures: 66.270    | PP          | 10.965 | 16,55% | 2        | =   |
| Bidasoa-Oiartzun 11 junteros                             | - Cens: 121.958 - Votants: 78.722 (64,55%) - Abstenció: 43.236 (35,45%) - Nuls: 11.296 (14,35%) - Vàlids: 67.426 - Blancs:1.156 (1,47%) - A candidatures: 66.270    | EB-B        | 5.407  | 8,16%  | 1        | 1   |
| Bidasoa-Oiartzun 11 junteros                             | - Cens: 121.958 - Votants: 78.722 (64,55%) - Abstenció: 43.236 (35,45%) - Nuls: 11.296 (14,35%) - Vàlids: 67.426 - Blancs:1.156 (1,47%) - A candidatures: 66.270    | Aralar      | 2.755  | 4,16%  | 0        | =   |
| Bidasoa-Oiartzun 11 junteros                             | - Cens: 121.958 - Votants: 78.722 (64,55%) - Abstenció: 43.236 (35,45%) - Nuls: 11.296 (14,35%) - Vàlids: 67.426 - Blancs:1.156 (1,47%) - A candidatures: 66.270    | Plazandreok | 335    | 0,51%  | 0        | =   |
| Bidasoa-Oiartzun 11 junteros                             | - Cens: 121.958 - Votants: 78.722 (64,55%) - Abstenció: 43.236 (35,45%) - Nuls: 11.296 (14,35%) - Vàlids: 67.426 - Blancs:1.156 (1,47%) - A candidatures: 66.270    | EH          | ---    | ---    | ---      | 3   |
| Deba-Urola 14 junteros                                   | - Cens: 156.249 - Votants: 112.883 (72,25%) - Abstenció: 43.366 (27,75%) - Nuls: 19.848 (17,58%) - Vàlids: 93.035 - Blancs: 1.048 (0,93%) - A candidatures: 91.989  | EAJ-PNV/EA  | 54.788 | 59,56% | 9b       | 2   |
| Deba-Urola 14 junteros                                   | - Cens: 156.249 - Votants: 112.883 (72,25%) - Abstenció: 43.366 (27,75%) - Nuls: 19.848 (17,58%) - Vàlids: 93.035 - Blancs: 1.048 (0,93%) - A candidatures: 91.989  | PSE-EE      | 15.409 | 16,75% | 2        | =   |
| Deba-Urola 14 junteros                                   | - Cens: 156.249 - Votants: 112.883 (72,25%) - Abstenció: 43.366 (27,75%) - Nuls: 19.848 (17,58%) - Vàlids: 93.035 - Blancs: 1.048 (0,93%) - A candidatures: 91.989  | PP          | 9.071  | 9,86%  | 1        | =   |
| Deba-Urola 14 junteros                                   | - Cens: 156.249 - Votants: 112.883 (72,25%) - Abstenció: 43.366 (27,75%) - Nuls: 19.848 (17,58%) - Vàlids: 93.035 - Blancs: 1.048 (0,93%) - A candidatures: 91.989  | Aralar      | 6.852  | 7,45%  | 1        | 1   |
| Deba-Urola 14 junteros                                   | - Cens: 156.249 - Votants: 112.883 (72,25%) - Abstenció: 43.366 (27,75%) - Nuls: 19.848 (17,58%) - Vàlids: 93.035 - Blancs: 1.048 (0,93%) - A candidatures: 91.989  | EB-B        | 5.869  | 6,38%  | 1        | 1   |
| Deba-Urola 14 junteros                                   | - Cens: 156.249 - Votants: 112.883 (72,25%) - Abstenció: 43.366 (27,75%) - Nuls: 19.848 (17,58%) - Vàlids: 93.035 - Blancs: 1.048 (0,93%) - A candidatures: 91.989  | EH          | ---    | ---    | ---      | 4   |
| Donostialdea 17 junteros                                 | - Cens: 199.647 - Votants: 132.660 (66,45%) - Abstenció: 66.987 (33,55%) - Nuls: 17.375 (13,1%) - Vàlids: 115.285 - Blancs: 2.014 (1,52%) - A candidatures: 113.271 | EAJ-PNV/EA  | 42.522 | 37,54% | 7c       | 2   |
| Donostialdea 17 junteros                                 | - Cens: 199.647 - Votants: 132.660 (66,45%) - Abstenció: 66.987 (33,55%) - Nuls: 17.375 (13,1%) - Vàlids: 115.285 - Blancs: 2.014 (1,52%) - A candidatures: 113.271 | PSE-EE      | 32.320 | 28,53% | 5        | 1   |
| Donostialdea 17 junteros                                 | - Cens: 199.647 - Votants: 132.660 (66,45%) - Abstenció: 66.987 (33,55%) - Nuls: 17.375 (13,1%) - Vàlids: 115.285 - Blancs: 2.014 (1,52%) - A candidatures: 113.271 | PP          | 24.332 | 21,48% | 4        | =   |
| Donostialdea 17 junteros                                 | - Cens: 199.647 - Votants: 132.660 (66,45%) - Abstenció: 66.987 (33,55%) - Nuls: 17.375 (13,1%) - Vàlids: 115.285 - Blancs: 2.014 (1,52%) - A candidatures: 113.271 | EB-B        | 8.301  | 7,33%  | 1        | 1   |
| Donostialdea 17 junteros                                 | - Cens: 199.647 - Votants: 132.660 (66,45%) - Abstenció: 66.987 (33,55%) - Nuls: 17.375 (13,1%) - Vàlids: 115.285 - Blancs: 2.014 (1,52%) - A candidatures: 113.271 | Aralar      | 5.158  | 4,55%  | 0        | =   |
| Donostialdea 17 junteros                                 | - Cens: 199.647 - Votants: 132.660 (66,45%) - Abstenció: 66.987 (33,55%) - Nuls: 17.375 (13,1%) - Vàlids: 115.285 - Blancs: 2.014 (1,52%) - A candidatures: 113.271 | Plazandreok | 638    | 0,56%  | 0        | =   |
| Donostialdea 17 junteros                                 | - Cens: 199.647 - Votants: 132.660 (66,45%) - Abstenció: 66.987 (33,55%) - Nuls: 17.375 (13,1%) - Vàlids: 115.285 - Blancs: 2.014 (1,52%) - A candidatures: 113.271 | EH          | ---    | ---    | ---      | 4   |
| Oria 9 junteros                                          | - Cens: 103.785 - Votants: 73.265 (70,59%) - Abstenció: 30.520 (29,41%) - Nuls: 15.419 (21,05%) - Vàlids: 57.846 - Blancs: 834 (1,14%) - A candidatures: 57.012     | EAJ-PNV/EA  | 32.761 | 57,46% | 6d       | 2   |
| Oria 9 junteros                                          | - Cens: 103.785 - Votants: 73.265 (70,59%) - Abstenció: 30.520 (29,41%) - Nuls: 15.419 (21,05%) - Vàlids: 57.846 - Blancs: 834 (1,14%) - A candidatures: 57.012     | PSE-EE      | 10.431 | 18,3%  | 2        | 1   |
| Oria 9 junteros                                          | - Cens: 103.785 - Votants: 73.265 (70,59%) - Abstenció: 30.520 (29,41%) - Nuls: 15.419 (21,05%) - Vàlids: 57.846 - Blancs: 834 (1,14%) - A candidatures: 57.012     | PP          | 6.052  | 10,62% | 1        | =   |
| Oria 9 junteros                                          | - Cens: 103.785 - Votants: 73.265 (70,59%) - Abstenció: 30.520 (29,41%) - Nuls: 15.419 (21,05%) - Vàlids: 57.846 - Blancs: 834 (1,14%) - A candidatures: 57.012     | Aralar      | 3.855  | 6,76%  | 0        | =   |
| Oria 9 junteros                                          | - Cens: 103.785 - Votants: 73.265 (70,59%) - Abstenció: 30.520 (29,41%) - Nuls: 15.419 (21,05%) - Vàlids: 57.846 - Blancs: 834 (1,14%) - A candidatures: 57.012     | EB-B        | 3.710  | 6,51%  | 0        | =   |
| Oria 9 junteros                                          | - Cens: 103.785 - Votants: 73.265 (70,59%) - Abstenció: 30.520 (29,41%) - Nuls: 15.419 (21,05%) - Vàlids: 57.846 - Blancs: 834 (1,14%) - A candidatures: 57.012     | EKA         | 203    | 0,36%  | 0        | =   |
| Oria 9 junteros                                          | - Cens: 103.785 - Votants: 73.265 (70,59%) - Abstenció: 30.520 (29,41%) - Nuls: 15.419 (21,05%) - Vàlids: 57.846 - Blancs: 834 (1,14%) - A candidatures: 57.012     | EH          | ---    | ---    | ---      | 3   |

a Dels quals, 3 per al PNB i 2 per a EA. (Els dos candidats d'EA estaven integrats en la llista solitària del PNB)

b Dels quals, 6 per al PNB i 3 per a EA.

c Dels quals, 4 per al PNB i 3 per a EA.

d Dels quals, 4 per al PNB i 2 per a EA.

### Biscaia
| ← Eleccions a les Juntes Generals de Biscaia de 2003 → | |            |        |        |           |     |
| Comarques                                              | Cens | Partit     | Vots   | %      | Apoderats | +/- |
| Bilbao 16 apoderats                                    | - Cens: 306.815 - Votants: 209.520 (68,29%) - Abstenció: 97.295 (31,71%) - Nuls: 11.454 (5,47%) - Vàlids: 198.066 - Blancs: 2.456 (1,17%) - A candidatures: 195.610  | EAJ-PNV/EA | 81.918 | 41,88% | 7a        | 1   |
| Bilbao 16 apoderats                                    | - Cens: 306.815 - Votants: 209.520 (68,29%) - Abstenció: 97.295 (31,71%) - Nuls: 11.454 (5,47%) - Vàlids: 198.066 - Blancs: 2.456 (1,17%) - A candidatures: 195.610  | PP         | 51.768 | 26,46% | 5         | =   |
| Bilbao 16 apoderats                                    | - Cens: 306.815 - Votants: 209.520 (68,29%) - Abstenció: 97.295 (31,71%) - Nuls: 11.454 (5,47%) - Vàlids: 198.066 - Blancs: 2.456 (1,17%) - A candidatures: 195.610  | PSE-EE     | 38.554 | 19,71% | 3         | =   |
| Bilbao 16 apoderats                                    | - Cens: 306.815 - Votants: 209.520 (68,29%) - Abstenció: 97.295 (31,71%) - Nuls: 11.454 (5,47%) - Vàlids: 198.066 - Blancs: 2.456 (1,17%) - A candidatures: 195.610  | EB-B       | 19.195 | 9,81%  | 1         | 1   |
| Bilbao 16 apoderats                                    | - Cens: 306.815 - Votants: 209.520 (68,29%) - Abstenció: 97.295 (31,71%) - Nuls: 11.454 (5,47%) - Vàlids: 198.066 - Blancs: 2.456 (1,17%) - A candidatures: 195.610  | Aralar     | 3.161  | 1,62%  | 0         | =   |
| Bilbao 16 apoderats                                    | - Cens: 306.815 - Votants: 209.520 (68,29%) - Abstenció: 97.295 (31,71%) - Nuls: 11.454 (5,47%) - Vàlids: 198.066 - Blancs: 2.456 (1,17%) - A candidatures: 195.610  | EH         | ---    | ---    | ---       | 2   |
| Busturia-Uribe 12 apoderats                            | - Cens: 232.018 - Votants: 172.789 (74,47%) - Abstenció: 59.229 (25,53%) - Nuls: 19.218 (11,12%) - Vàlids: 153.571 - Blancs: 1.922 (1,11%) - A candidatures: 151.658 | EAJ-PNV/EA | 92.445 | 60,96% | 9b        | 3   |
| Busturia-Uribe 12 apoderats                            | - Cens: 232.018 - Votants: 172.789 (74,47%) - Abstenció: 59.229 (25,53%) - Nuls: 19.218 (11,12%) - Vàlids: 153.571 - Blancs: 1.922 (1,11%) - A candidatures: 151.658 | PP         | 26.368 | 17,39% | 2         | =   |
| Busturia-Uribe 12 apoderats                            | - Cens: 232.018 - Votants: 172.789 (74,47%) - Abstenció: 59.229 (25,53%) - Nuls: 19.218 (11,12%) - Vàlids: 153.571 - Blancs: 1.922 (1,11%) - A candidatures: 151.658 | PSE-EE     | 18.801 | 12,4%  | 1         | =   |
| Busturia-Uribe 12 apoderats                            | - Cens: 232.018 - Votants: 172.789 (74,47%) - Abstenció: 59.229 (25,53%) - Nuls: 19.218 (11,12%) - Vàlids: 153.571 - Blancs: 1.922 (1,11%) - A candidatures: 151.658 | EB-B       | 9.866  | 6,51%  | 0         | =   |
| Busturia-Uribe 12 apoderats                            | - Cens: 232.018 - Votants: 172.789 (74,47%) - Abstenció: 59.229 (25,53%) - Nuls: 19.218 (11,12%) - Vàlids: 153.571 - Blancs: 1.922 (1,11%) - A candidatures: 151.658 | Aralar     | 4.178  | 2,75%  | 0         | =   |
| Busturia-Uribe 12 apoderats                            | - Cens: 232.018 - Votants: 172.789 (74,47%) - Abstenció: 59.229 (25,53%) - Nuls: 19.218 (11,12%) - Vàlids: 153.571 - Blancs: 1.922 (1,11%) - A candidatures: 151.658 | EH         | ---    | ---    | ---       | 3   |
| Durango-Arratia 9 apoderats                            | - Cens: 177.795 - Votants: 127.713 (71,83%) - Abstenció: 50.082 (28,17%) - Nuls: 14.300 (11,2%) - Vàlids: 113.413 - Blancs: 1.462 (1,14%) - A candidatures: 111.951  | EAJ-PNV    | 57.445 | 51,31% | 5c        | 1   |
| Durango-Arratia 9 apoderats                            | - Cens: 177.795 - Votants: 127.713 (71,83%) - Abstenció: 50.082 (28,17%) - Nuls: 14.300 (11,2%) - Vàlids: 113.413 - Blancs: 1.462 (1,14%) - A candidatures: 111.951  | PSE-EE     | 22.784 | 20,35% | 2         | =   |
| Durango-Arratia 9 apoderats                            | - Cens: 177.795 - Votants: 127.713 (71,83%) - Abstenció: 50.082 (28,17%) - Nuls: 14.300 (11,2%) - Vàlids: 113.413 - Blancs: 1.462 (1,14%) - A candidatures: 111.951  | PP         | 17.845 | 15,94% | 1         | =   |
| Durango-Arratia 9 apoderats                            | - Cens: 177.795 - Votants: 127.713 (71,83%) - Abstenció: 50.082 (28,17%) - Nuls: 14.300 (11,2%) - Vàlids: 113.413 - Blancs: 1.462 (1,14%) - A candidatures: 111.951  | EB-B       | 9.654  | 8,62%  | 1         | 1   |
| Durango-Arratia 9 apoderats                            | - Cens: 177.795 - Votants: 127.713 (71,83%) - Abstenció: 50.082 (28,17%) - Nuls: 14.300 (11,2%) - Vàlids: 113.413 - Blancs: 1.462 (1,14%) - A candidatures: 111.951  | Aralar     | 3.994  | 3,57%  | 0         | =   |
| Durango-Arratia 9 apoderats                            | - Cens: 177.795 - Votants: 127.713 (71,83%) - Abstenció: 50.082 (28,17%) - Nuls: 14.300 (11,2%) - Vàlids: 113.413 - Blancs: 1.462 (1,14%) - A candidatures: 111.951  | EH         | ---    | ---    | ---       | 2   |
| Encartaciones 14 apoderats                             | - Cens: 259.279 - Votants: 165.895 (63,98%) - Abstenció: 93.384 (36,02%) - Nuls: 11.232 (6,77%) - Vàlids: 154.663 - Blancs: 3.421 (2,06%) - A candidatures: 162.474  | EAJ-PNV/EA | 65.471 | 40,3%  | 6d        | 1   |
| Encartaciones 14 apoderats                             | - Cens: 259.279 - Votants: 165.895 (63,98%) - Abstenció: 93.384 (36,02%) - Nuls: 11.232 (6,77%) - Vàlids: 154.663 - Blancs: 3.421 (2,06%) - A candidatures: 162.474  | PSE-EE     | 49.242 | 30,31% | 5         | 1   |
| Encartaciones 14 apoderats                             | - Cens: 259.279 - Votants: 165.895 (63,98%) - Abstenció: 93.384 (36,02%) - Nuls: 11.232 (6,77%) - Vàlids: 154.663 - Blancs: 3.421 (2,06%) - A candidatures: 162.474  | PP         | 27.833 | 17,13% | 2         | =   |
| Encartaciones 14 apoderats                             | - Cens: 259.279 - Votants: 165.895 (63,98%) - Abstenció: 93.384 (36,02%) - Nuls: 11.232 (6,77%) - Vàlids: 154.663 - Blancs: 3.421 (2,06%) - A candidatures: 162.474  | EB-B       | 17.378 | 10,7%  | 1         | =   |
| Encartaciones 14 apoderats                             | - Cens: 259.279 - Votants: 165.895 (63,98%) - Abstenció: 93.384 (36,02%) - Nuls: 11.232 (6,77%) - Vàlids: 154.663 - Blancs: 3.421 (2,06%) - A candidatures: 162.474  | Aralar     | 2.550  | 1,57%  | 0         | =   |
| Encartaciones 14 apoderats                             | - Cens: 259.279 - Votants: 165.895 (63,98%) - Abstenció: 93.384 (36,02%) - Nuls: 11.232 (6,77%) - Vàlids: 154.663 - Blancs: 3.421 (2,06%) - A candidatures: 162.474  | EH         | ----   | ---    | ---       | 2   |

a Dels quals, 6 per al PNB i 1 per a EA.

b Dels quals, 7 per al PNB i 2 per a EA.

c Dels quals, 4 per al PNB i 1 per a EA. (El candidat d'EA estava integrat en la llista solitària del PNB)

d Dels quals, 5 per al PNB i 1 per a EA.